# Giona (Berg)
Die Giona (neugriechisch Γκιώνα, antike Bezeichnung altgriechisch Ασέληνον όρος Aselēnon Oros) ist der höchste Berg auf dem griechischen Festland südlich des Olymps und der Region Mittelgriechenland, sowie der fünfthöchste Berg im gesamten Griechenland überhaupt. Die maximale Höhe beträgt 2510 m (Gipfel Pyramida), weitere Gipfel des Bergmassivs sind der Perdika (2484 Meter), Tragonos (2456 Meter), Plativouna (2346 Meter), Profitis Ilias (2300 Meter), Braila (2179 Meter), Kastro (2176 Meter), Paliovouni (2122 Meter), Pyrgos (2066 Meter), Botsikos (1948 Meter), Kokkinari (1908 Meter) und Lyritsa (1900 Meter).

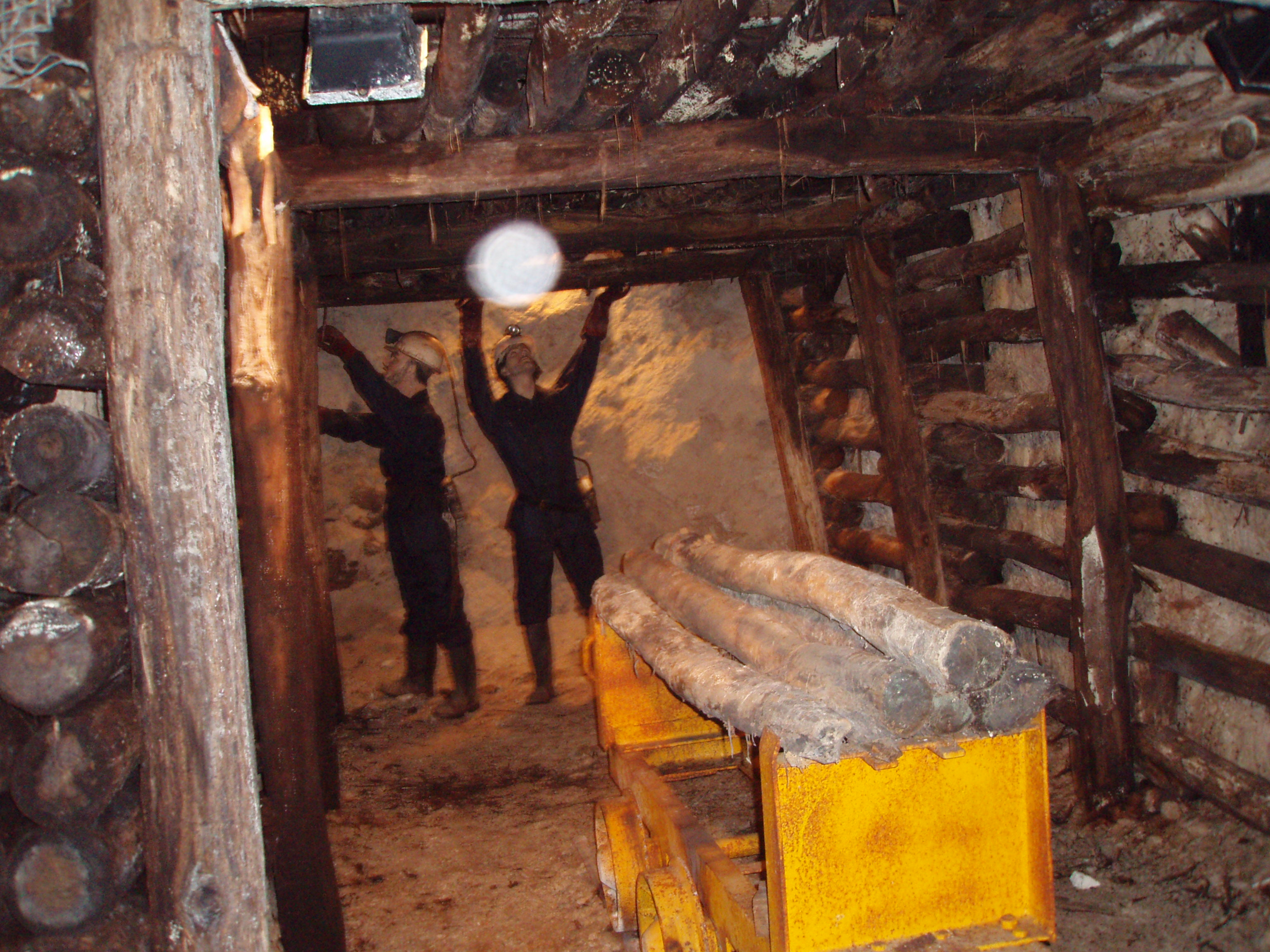
Schaubergwerk Vagonetto

 Die Giona befindet sich im Regionalbezirk Fokida in Mittelgriechenland und stellt eine südliche Fortsetzung des Pindos-Gebirges dar. Im Osten der Giona befindet sich das Parnass-Massiv, im Westen das Vardousia-Gebirge und im Norden das Oite-Massiv. Im Westen der Giona entspringt der Fluss Mornos.
Im Gebiet des Giona-Massivs befinden sich abbauwürdige Bauxitvorkommen, an der östlichen Flanke des Massivs befindet sich in der Stadt Amfissa das Bauxit-Schaubergwerk Vagonetto.